# Władcy Prowansji

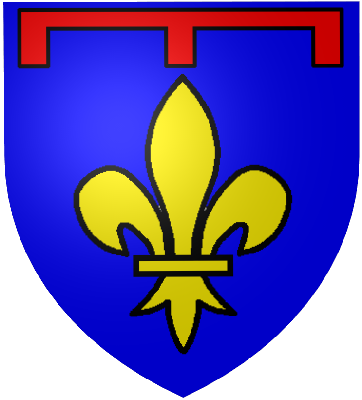

## Książęta i hrabiowie Prowansji

### Okres dynastii Merowingów
- do 491: Gondulf
- do 534: Liberiusz
- do 566: Bodegisel
- 561–569: Adowariusz
- 569–570: Lupus
- 570–573: Jowin
- 573–575: Albin
- od 575: Dinamiusz
- do 585: Leudegisel
- od 587: Nicetas
- do 600: Babo
- do 602: Aegyla
- 634–641: Bado
- 641–643: Willibad
- do 679: Hektor
- do 697: Antenor
- do 700: Metrannus
- 720–739: Maurontus
- do 739: Abbo

### Okres dynastii Karolingów
- do 829: Leibulf
- 829–845: Guerin
- 845–860: Fulcrad

## Hrabiowie Prowansji

### Dynastia Gevaudun
- 926–948: Boson I
- 948–968: Boson II
- 968–993: Wilhelm I
- 993–1019: Wilhelm II Pobożny
- 1019–1063: Godfryd
- 1063–1093: Bertrand I
- 1093–1112: Gerberga
- 1112–1130: Douce I

### Dynastia Urgel
- 1112–1131: Rajmund Berengar I, również hrabia Barcelony
- 1131–1144: Berengar Rajmund I
- 1144–1166: Rajmund Berengar II
  - 1144–1157: Rajmund Berengar Święty, regent
- 1166–1167: Douce II
- 1167–1173/1196: Alfons I, również król Aragonii
- 1173–1181: Rajmund Berengar III
- 1181–1185: Sancho
- 1185–1209: Alfons II
- 1209–1245: Rajmund Berengar IV
- 1245–1267: Beatrycze

### Dynastia Andegawenów
- 1246–1285: Karol I
- 1285–1309: Karol II Kulawy
- 1309–1343: Robert I Mądry
- 1343–1382: Joanna I

### Dynastia Walezjuszów andegaweńskich
- 1382–1384: Ludwik I
- 1384–1417: Ludwik II
- 1417–1434: Ludwik III
- 1434–1480: René
- 1480–1481: Karol I

W 1481 nastąpiło zjednoczenie z Francją.

## Margrabiowie Prowansji
- 993–1008: Rotbold I
- 1008–1014: Rotbold II
- 1014-1037: Wilhelm III (V)
- 1037–1062: Emma
- 1062-1094: Wilhelm IV (VI)
- 1094-1105: Rajmund z Tuluzy
- 1105–1112: Bertrand II
- 1112–1148: Alfons-Jordan
- 1148–1194: Rajmund V z Tuluzy
- 1194–1222: Rajmund VI z Tuluzy
- 1222–1249: Rajmund VII z Tuluzy
- 1249–1271: Alfons z Poitiers

W 1271 nastąpiło zjednoczenie z Francją.